# چهارطاقی قاضیان
چهارطاقی قاضیان مربوط به سده‌های میانه دوران‌های تاریخی پس از اسلام است و در شهرستان خرم بید، بخش مرکزی، دهستان خرمی، ۵ کیلومتری جنوب شرقی روستای قاضیان واقع شده و این اثر در تاریخ ۷ اسفند ۱۳۸۶ با شمارهٔ ثبت ۲۱۴۵۲ به‌عنوان یکی از آثار ملی ایران به ثبت رسیده است.